# Gonystylus forbesii
Gonystylus forbesii är en tibastväxtart som beskrevs av Ernest Friedrich Gilg. Gonystylus forbesii ingår i släktet Gonystylus och familjen tibastväxter. Inga underarter finns listade i Catalogue of Life.